# ACT UP
ACT UP, AIDS Coalition to Unleash Power (рус. СПИД-коалиция для мобилизации силы) — международная организация прямого действия, добивающаяся улучшения жизни людей, больных СПИДом, законодательных и политических изменений, медицинских исследований, которые в конечном счёте привели бы к остановке эпидемии ВИЧ-инфекции, улучшению качества жизни пациентов со СПИДом посредством прямых действий, медицинских исследований, лечения и пропаганды, а также работает над изменением законодательства и государственной политики.
Была создана в 1987 году Ларри Крамером на основе Общественного центра лесбиянок, геев, бисексуалов и трансгендеров в Нью-Йорке как альтернатива предыдущей его организации, «Кризисного центра здоровья геев» (GMHC), которую он считал политически бессильной. Ларри Крамера попросили выступить в рамках последовательной смены докладчиков, и его хорошо продуманная речь была посвящена действиям по борьбе со СПИДом. Он высказался против нынешнего состояния GMHC, который он считал политически бессильным. Крамер стал соучредителем GMHC, но в 1983 году вышел из его совета директоров. По словам Дугласа Кримпа, Крамер задал вопрос аудитории: «Хотим ли мы создать новую организацию, направленную на политические действия?» Ответом последовало «громкое да». Приблизительно 300 человек встретились два дня спустя, чтобы сформировать ACT UP.
На Втором национальном марше в Вашингтоне за права лесбиянок и геев в октябре 1987 года нью-йоркский ACT UP дебютировали на национальной сцене в качестве активного и заметного участника как на марше, так и на главном митинге, а также в результате гражданского неповиновения в Здании Верховного суда США на следующий день. Вдохновлённые этим новым подходом к радикальным, прямым действиям, другие участники этих событий вернулись домой во свои города и основали местные отделения ACT UP в Бостоне, Чикаго, Лос-Анджелесе, Род-Айленде, Сан-Франциско, Вашингтоне, округ Колумбия и других местах, поначалу в рамках США, и в конечном итоге на международном уровне.
Организация получила известность благодаря множеству бескомпромиссных, радикальных публичных акций.

## Участие ACT UP в акциях Нью-Йорка
Следующие хронологические отчёты о действиях ACT UP в Нью-Йорке взяты из истории ACT UP Дугласа Кримпа, ACT UP Oral History Project Архивная копия от 13 августа 2003 на Wayback Machine, и онлайн-истории ACT UP в Нью-Йорке.

### Уолл-стрит
24 марта 1987 года 250 членов ACT UP провели демонстрации на Уолл-стрит и Бродвее с требованием более широкого доступа к экспериментальным лекарствам от СПИДа и скоординированной национальной политики по борьбе с этой болезнью. В Op/Ed-статье Ларри Крамера, опубликованной в «The New York Times» накануне, описывались некоторые проблемы, которыми занималась ACT UP. Её семнадцать членов были арестованы во время этого гражданского неповиновения.
24 марта 1988 года ACT UP вернулась на Уолл-стрит для более масштабной демонстрации, во время которой было арестовано более 100 человек.
14 сентября 1989 года семь членов ACT UP проникли на Нью-Йоркскую фондовую биржу и приковали себя к VIP-балкону в знак протеста против высокой цены единственного одобренного лекарства от СПИДа, AZT. Группа вывесила баннер с надписью «SELL WELLCOME» со ссылкой на фармацевтического спонсора AZT, Burroughs Wellcome (ныне GlaxoSmithKline), который установил цену препарата примерно в 10 000 долларов в год на пациента, что было недоступно почти всем ВИЧ-инфицированным. Через несколько дней после этой демонстрации Burroughs Wellcome снизил цену AZT до 6400 долларов США на пациента в год.

### Главный почтамт
ACT UP провели свою следующую акцию в главном почтовом отделении Нью-Йорка в ночь на 15 апреля 1987 года перед аудиторией людей, подавших налоговые декларации в последнюю минуту. Это событие также ознаменовало начало слияния ACT UP с проектом «Silence = Death», в ходе которого был создан плакат, состоящий из розового треугольника углом вверх (розовый треугольник вверх ногами использовался для обозначения геев в нацистских концентрационных лагерях) на чёрном фоне с текстом «SILENCE = DEATH». Дуглас Кримп сказал, что эта демонстрация показала «смекалку ACT UP в средствах массовой информации», потому что телевизионные СМИ «регулярно пишут истории о тех, кто подаёт налоговые декларации». Таким образом, ACT UP был практически гарантированным освещением в СМИ.

### Журнал «Cosmopolitan»
В январе 1988 года журнал «Cosmopolitan» опубликовал статью психиатра Роберта Э. Гулда, озаглавленную «Обнадёживающие новости о СПИДе: врач рассказывает, почему вы не подвержены риску». Основное утверждение статьи заключалось в том, что при незащищённом вагинальном сексе между мужчиной и женщиной, риск передачи ВИЧ был незначительным, даже если партнёр-мужчина был инфицирован. Несколько женщин из ACT UP, лично встречались с доктором Гулдом, расспрашивая его о некоторых вводящих в заблуждение фактах (например, о том, что передача инфекции от полового члена к влагалищу невозможна) и сомнительных журналистских методах (рецензирование отсутствовало, библиографическая информация указывала на то, что он был психиатром, а не практиком внутренней медицины), и потребовали опровержения и извинений. Когда он отказался, заявила Марии Мадженти, они решили, что им «пришлось закрыть Cosmo». По словам тех, кто принимал участие в организации акции, это было важно, потому что это был первый раз, когда женщины в ACT UP организовали отдельно от основной части группы. Кроме того, съёмка самого действа, подготовка и последствия были сознательно спланированы и образовали короткометражное видео, снятое Джином Карломусто и Марией Мадженти, под названием «Доктор, лжецы и женщины: активисты по СПИДу говорят „нет“ Космо». Акция состояла из приблизительно 150 общественников, протестовавших перед Херст-тауэр (материнская компания Cosmopolitan), скандировавших «Скажи „нет“ Cosmo!» и с плакатами с лозунгами, такими как «Да, девушка-Cosmo МОЖЕТ заболеть СПИДом!» Несмотря на то, что акция не окончилась арестами, она привлекла значительное внимание средств массовой информации к спорам вокруг статьи. Фил Донахью, «Найтлайн» и местное ток-шоу под названием «Люди говорят» обсуждали эту статью. Что касается последнего, две женщины, Крис Норвуд и Дениз Риббл, вышли на сцену после того, как ведущий, Ричард Бей, отключил Норвуда во время обмена мнениями о том, подвержены ли гетеросексуальные женщины риску заражения СПИДом. Кадры из всех этих упоминаний в СМИ были отредактированы на плёнке «Доктор, лжецы и женщины». Cosmopolitan в конце концов выпустил частичное сокращение содержания статьи.

### Женщины и СПИД согласно определению Центров по контролю и профилактике заболеваний США
После участия в акции протеста Cosmopolitan, женская группа ACT UP обратилась к Центру по контролю и профилактике заболеваний с целью установить узкое определение того, что представляет собой ВИЧ/СПИД. Хотя причины передачи ВИЧ, такие как незащищённый вагинальный или анальный секс, были одинаковыми как у мужчин, так и у женщин, симптомы вируса сильно различались. Как отметила историк Дженнифер Брайер, «у мужчин прогрессирующий СПИД часто вызывал саркому Капоши, в то время как женщины страдали бактериальной пневмонией, воспалением тазовых органов и раком шейки матки». Поскольку определение Центров не учитывает такие симптомы в результате СПИДа, американским женщинам в 1980-х годах часто ставили диагноз СПИД-связанного комплекса (ССК) или ВИЧ. «В данном случае, — пояснил Бриер, — этим женщинам фактически было отказано в пособиях по социальному обеспечению, которого изо всех сил добивались и мужчины со СПИДом, и получили в конце 1980-х годов». В октябре 1990 года адвокат Тереза Макговерн подала иск, представляющий 19 жителей Нью-Йорка, которые утверждали, что им было несправедливо отказано в пособиях по инвалидности из-за узкого определения СПИДа в Центрах по контролю и профилактике заболеваний. 2 октября 1990 года для протеста ради привлечения внимания к иску Макговерн двести протестующих ACT UP собрались в Вашингтоне и скандировали «Сколько ещё людей должны умереть, прежде чем вы скажете, что они соответствуют требованиям?», и несли плакаты на митинг под девизом «Женщины не заболеют СПИДом/Они просто умирают от него». Первая реакция Центров на призывы пересмотреть определение СПИДа включала установление порога СПИДа для мужчин и женщин при количестве Т-клеток менее 200. Однако Макговерн отклонила это предложение. «Многие женщины, которые появляются в больницах, не сдают Т-клетки. Никто не знает, что у них ВИЧ. Я знала, сколько наших клиентов умирало от СПИДа, и они не учитывались». Вскоре Макговерн, вместе с Американским союзом защиты гражданских свобод и Сетью женщин и СПИДа Нью-Джерси, призвала добавить пятнадцать условий в список определения случая надзора Центров, который был в конечном итоге принят в январе 1993 года. Шесть месяцев спустя администрация Клинтона пересмотрела федеральные критерии для оценки ВИЧ-статуса и облегчения процедуры получения пособий по социальному обеспечению для женщин со СПИДом. Роль Женского Совета в изменении определения Центров помогла не только радикально увеличить доступность федеральных льгот для американских женщин, но и помогла выявить более точное число ВИЧ-инфицированных женщин в Соединённых Штатах; «Согласно новой модели, число женщин со СПИДом в США увеличилось почти на 50 процентов».
Члены Женского собрания ACT UP совместно разработали руководство для двух обучающих семинаров, проведённых до демонстрации Центров по контролю и профилактике заболеваний США 1989 года, где члены ACT UP узнали о проблемах, ставших мотивом к действиям. Руководство, изданное Марией Магдженти, легло в основу совместной книги ACT UP/New York Women & AIDS Group под названием «Женщины, СПИД и активизм», изданной Синтией Крис и Моникой Перл под редакцией Марион Банжаф, Ким Кристенсен, Алексис Данциг, Рисы Дененберг, Зои Леонард, Деб Левайн, Рэйчел (Сэм) Лурье, Кэтрин Саалфилд (Гунд), Полли Тистлетвэйт, Джудит Уолкер и Бриджит Вейль. Книга была переведена на испанский язык в 1993 году под названием «El Mujer, el SIDA, y el Activismo». Членами оригинальной группы «Женщины и СПИД» были Эми (Джейми) Бауэр, Хайди Дороу, Эллен Нейприс, Энн Нортроп, Сидни Покорни, Карен Рамспакер, Максин Вулф и Брайан Забчик.

### Управление по санитарному надзору за качеством пищевых продуктов и медикаментов
11 октября 1988 года ACT UP провела одну из самых успешных демонстраций (как с точки зрения масштаба, так и с точки зрения освещения в национальных СМИ), когда она успешно закрыла за один день Управление по санитарному надзору за качеством пищевых продуктов и медикаментов (FDA). СМИ сообщили, что это была самая крупная подобная демонстрация со времён демонстраций против войны во Вьетнаме.
Активисты по борьбе со СПИДом закрыли большой объект, перекрыв двери, проходы и дороги, как сообщали работники FDA. Полиция сказала некоторым рабочим идти домой, а не пробираться сквозь толпу.
«Эй, эй, FDA, сколько людей ты убил сегодня?» скандировала толпа, по оценкам организаторов протеста, от 1100 до 1500 человек. Протестующие подняли чёрное знамя с надписью «Federal Death Administration» («Федеральное управление смерти»).
Полицейские в хирургических перчатках и шлемах начали собирать сотни демонстрантов и загонять их в автобусы вскоре после 8:30. Некоторые протестующие блокировали автобусы на 20 минут.

Власти арестовали не менее 120 протестующих, а лидеры демонстраций заявили, что к концу дня планируются 300 арестов.
На этом мероприятии активисты продемонстрировали своё полное знание процесса одобрения лекарств FDA. ACT UP предъявляет точные требования к изменениям, которые сделают экспериментальные препараты доступными быстрее и справедливее. «Успех КОНТРОЛЯ ЗАХВАТА FDA, возможно, лучше всего измерить теми последствиями, которые произошли в течение года после акции. Правительственные учреждения, занимающиеся вопросами СПИДа, особенно FDA и NIH, начали прислушиваться к нам, чтобы включить нас в процесс принятия решений, даже попросили о нашем участии».

### Остановите церковь
ACT UP не согласились с кардиналом Джозефом О’Коннором в отношении публичной позиции Архиепархии Нью-Йорка против уроков полового воспитания, включающих лекции о безопасном сексе в общеобразовательных школах Нью-Йорка, распространения презервативов, публичного осуждения кардиналом гомосексуализма, а также противодействия церкви абортам. Это привело к первой волне протестов «Остановите церковь» 10 декабря 1989 года в соборе Святого Патрика в Нью-Йорке.
Первоначально план был просто инсценировать смерть, символизируя погибших от СПИДа во время проповеди, но всё превратилось в «столпотворение». Несколько дюжин активистов прервали мессу, скандировали лозунги, свистели, издавали крики Банши, приковывали себя цепями к скамьям, бросали презервативы в воздух, махали кулаками и падали в проходы, чтобы разыграть смерть. Пока О’Коннор продолжал мессу, активисты встали и объявили, причину протеста. Один общественник, «жестом, достаточным для всеобщего обозрения», осквернил гостию, плюясь на неё, раскалывая на куски и бросая на пол.
Сто одиннадцать протестующих были арестованы, в том числе 43 внутри церкви. Некоторых из тех, кто отказывался выходить самостоятельно, были вынесены из церкви на носилках. Протесты были широко осуждены общественными и церковными должностными лицами, представителями общественности, основными средствами массовой информации и некоторыми членами гей-сообщества.

### Католический медицинский центр Святого Винсента
В 1980-х годах, когда гомосексуальное население Гринвич-Виллиджа и Нью-Йорка начало поддаваться вирусу СПИДа, Католический медицинский центр Сент-Винсента создал первое отделение по борьбе со СПИДом на восточном побережье, уступавшее только одному в Сан-Франциско, а вскоре стало «эпицентром» для больных СПИДом в Нью-Йорке. Больница стала «синонимом» ухода за больными СПИДом в 1980-х годах, особенно за неимущими геями и наркоманами. Она стала одной из лучших больниц в штате для лечения СПИДа с большим исследовательским центром и десятками врачей и медсестёр, работающих в нём.
ACT UP выступила с акцией протеста против больницы однажды ночью в 1980-х из-за её католической природы. Они захватили отделение неотложной помощи и покрыли распятия презервативами. Их целью было повысить осведомлённость и оскорбить католиков. Вместо того, чтобы выдвигать обвинения, сёстры, управляющие больницей, решили встретиться с протестующими, чтобы лучше понять их проблемы.

### Штурм NIH
21 мая 1990 года около 1000 членов ACT UP организовали хореографическую демонстрацию в Национальном институте здравоохранения (NIH) в Бетесде, штат Мэриленд, разделив её на подгруппы по всему кампусу. Частично протест был направлен против Национального института аллергии и инфекционных заболеваний и его директора Энтони Фаучи. Активисты были возмущены медленным прогрессом в обещанных усилиях по исследованиям и лечению. По словам Крамера, это была их лучшая демонстрация, но СМИ почти полностью игнорировали её из-за крупного пожара в Вашингтоне, округ Колумбия, в тот же день.

### День Отчаяния
22 января 1991 года, во время операции «Буря в пустыне», активист ACT UP Джон Вейр и двое других активистов вошли в студию CBS Evening News в начале трансляции. Они кричали: «СПИД — вот новости. Боритесь со СПИДом, а не с арабами!» и Вейр встал перед камерой, прежде чем диспетчерская перешла к коммерческому перерыву. В ту же ночь ACT UP транслировали в студии новостей Макнила и Лерера. На следующий день активисты вывесили в терминале Большого центрального вокзала плакаты с надписью «Деньги на СПИД, а не на войну» и «Каждые 8 минут от СПИДа умирает один человек». Один из баннеров был портативным и отображался в расписании поездов, а другой был прикреплён к охапке воздушных шаров, которые поднимали его до потолка огромной главной станции. Эти действия были частью скоординированного протеста под названием «День отчаяния».

### Сиэтлские школы
В декабре 1991 года отделение ACT UP в Сиэтле распространило более 500 наборов для безопасного секса по средним школам Сиэтла. Пакеты содержали брошюру под названием «Как заниматься сексом безопасно», которая была фотографически иллюстрирована и включала двух мужчин, занимающихся оральным сексом. Впоследствии законодательный орган штата Вашингтон принял закон «Вредно для несовершеннолетних», запрещающий распространение материалов сексуального характера среди несовершеннолетних.

## Бостон и Новая Англия
«В январе 1988 года ACT UP/Boston провела свою первую акцию протеста в бостонских офисах Министерства здравоохранения и социальных служб по поводу задержек и бюрократизма, связанного с утверждением лекарств для лечения СПИДа. Программа ACT UP/Boston включала требования милосердной и комплексной национальной политики в отношении больных СПИДом, национальный проект по борьбе со СПИДом в чрезвычайных ситуациях, активизация усилий по тестированию лекарственных средств, исследованиям и лечению, а также полномасштабная национальная образовательная программа, доступная для всех. Организация успешно выступила для студентов Гарвардской медицинской школы с программой ориентационных курсов, провела переговоры с крупной фармацевтической корпорацией, повлияла на политику штата и страны в отношении СПИДа, оказала давление на медицинских страховщиков, чтобы обеспечить полный охват людей со СПИДом, оказала влияние на мышление некоторых из самых влиятельных исследователей страны, работала в Массачусетском комитете, который создал первый в стране онлайн-реестр клинических испытаний для лечения СПИДа, распространения информации и контрацептивов среди прихожан при воскресных богослужениях кардинала Бернарда Фрэнсиса Лоу в соборе Святого Креста в Бостоне и сделала аэрозольный пентамидин доступным лечением в Новой Англии».
Во время рукоположения священников в Бостоне в 1990 году ACT UP и Массачусетская коалиция за гражданские права лесбиянок и геев скандировали и протестовали на улице во время службы. Протестующие маршировали, скандировали лозунги, свистели и гудели, чтобы сорвать церемонию. Они также бросали презервативы в людей, когда те покидали рукоположение, и были вынуждены оставаться позади полицейских и укреплений. Один человек был арестован. Демонстрация была осуждена многими общественными деятелями, среди которых был и Леонард Пол Заким.

## Лос-Анджелес
ACT UP Лос-Анджелеса (ACT UP/LA) был основан 4 декабря 1987 года и расформирован в 1997 году. Во время своей деятельности они занимались проблемами доступа к услугам здравоохранения, политическими вопросами, связанными с гражданскими правами ЛГБТК, и поддерживали национальные кампании ACT UP.
Некоторые из их более локальных работ были сосредоточены на политике в отношении миграции ВИЧ-инфицированных людей в США, продвижении клинических испытаний по СПИДу, продвижении программ обмена игл для потребителей инъекционных лекарств и проведении опросов против дискриминации со стороны поставщиков медицинских услуг и страхования. Они эффективно распространяли свои исследования по противовирусной терапии, местным и международным действиям и обновляли информацию о различных собраниях через свою рассылку ACT UP/LA. Информационный бюллетень также служил как образовательным средством, так и инструментом сбора средств.
Запоминающимися действиями ACT UP/LA являются акции протеста и демонстрации в округах, таких как окружная больница, наблюдательный совет округа Лос-Анджелес и департамент здравоохранения округа Лос-Анджелес. В сотрудничестве с Женским конгрессом они организовали «Неделю возмущения» совместно с национальной организацией, которая занималась проведением демонстраций, обучающих мероприятий по распространению безопасного секса.

### Женский конгресс ACT UP/LA
Женский конгресс ACT UP / LA служил важным сотрудничеством между мужчинами и женщинами, пострадавшими от ВИЧ и СПИДа. Участие конгресса в деятельности организации ACT UP/LA было уникальным, потому что в своей главе они имели значительный контроль над включением проблем женщин в действия больших организаций гомосексуалов. Мужчины присутствовали в конгрессе, но только как партнёры, которые сотрудничали для эффективного выполнения поставленных целей, проведения митингов и реализации различных актов сопротивления для всей организации в целом. Хотя сотрудничество не всегда было идеальным, в конце концов оно создало более мощную силу против дискриминации ВИЧ-положительных людей в Лос-Анджелесе.
Некоторая часть работы, которую выполнял Женский конгресс, заключалась в распространении статистической информации о ВИЧ-положительных женщинах, отсутствии надлежащего отслеживания и доступа к медицинской помощи, информации о практике безопасного секса (на английском и испанском языках), а также действиях, направленных на улучшение ситуации в стране. Лорен Лири была неотъемлемой частью организации, потому что её работа вращалась вокруг сбора существующих исследований о ВИЧ и СПИДе у женщин и мужчин и существующих вариантах лечения. Национальный коллектив женщин ACT UP объединился, чтобы создать «Повестку дня для женщин в области лечения и исследований» в 1991 году.

## Вашингтон

### Контрацептив дома Джесси Хелмса
5 сентября 1991 года ACT UP покрыла дом сенатора Джесси Хелмса в Вашингтоне, округ Колумбия, 15-футовым гигантским презервативом в знак протеста против его продолжающегося агрессивного притеснения людей со СПИДом, которое включало в себя противодействие финансированию СПИД-исследований и социальной поддержки, а также многие ложные и гомофобные заявления о ВИЧ и СПИДе. Хелмс принимал активное участие в принятии законов, клеймящих эту болезнь, и его настойчивые попытки заблокировать федеральное финансирование и информирование о ВИЧ и СПИДе значительно увеличили число погибших. Некоторые из принятых им вредоносных законов действительны до сих пор. Презерватив был надут, и сообщение на нём гласило: «Презерватив для предотвращения небезопасной политики. Хелмс мертвее, чем вирус». Событие было запечатлено в прямом эфире в новостях. Это было первое действие группы ACT TAG (Treatment Action Guerillas). В то время как полиция была подоспела, никто не был арестован, и группе разрешили снять презерватив, хотя участники коллектива всё-таки получили штраф за нарушение парковки. В 2019 году событие было воспроизведено с использованием вымышленного главного героя и антагониста в сериале FX «Поза».

## Структура ACT UP
ACT UP был организован как эффективная анархическая группа; ей была присуща формальная структура комитета. Билл Бальман вспоминает, что изначально было два главных комитета. Существовал комитет по вопросам, который тщательно изучал вопросы, связанные с результатом, которого хотела достичь группа, и Комитет по действиям, который планировал бы митинги или демонстрации для достижения этой конкретной цели. Со стороны Ларри Крамера это было сделано намеренно: он описывает это как «чрезмерная демократия». Это соответствовало структуре комитета, каждый комитет отчитывался на заседании координационного комитета один раз в неделю. Действия и рекомендации, как правило, доводятся до сведения координационного комитета, а затем передаются на голосование, хотя в этом нет необходимости — любое предложение может быть вынесено на обсуждение в любое время. Грегг Бордовиц, один из первых участников, высказался о процессе:
Так работает демократия на низшем уровне. В какой-то степени именно так должна работать демократическая политика в целом. Вы убеждаете людей в обоснованности ваших идей. Вы должны встать и убедить людей.
Нельзя сказать, что это было на практике — совершенная анархия или демократия. Бордовиц и другие признают, что некоторые люди могли общаться и защищать свои идеи более эффективно, чем другие. Хотя Ларри Крамера часто называют первым «лидером» ACT UP, по мере развития группы те люди, которые регулярно посещали собрания и продвигали свои идеи, стали посредниками, через которые небольшие «группы по интересам» представляли и реализовывали свои идеи. Лидерство переходило из рук в руки часто и неожиданно.
- Некоторые из комитетов:
  - Комитет по вопросам
  - Комитет действий
  - Финансовый комитет
  - Комитет по связям с общественностью
  - Комитет по обработке и данным
  - Комитет СМИ
  - Графический комитет
  - Жилищный комитет

Примечание: поскольку у ACT UP не было официального организационного плана, названия этих комитетов несколько различны, и некоторые члены помнят их не так, как другие.
Помимо комитетов, были также собрания, органы, созданные членами определённых групп с целью создания условий для удовлетворения их потребностей. Среди тех, кто был активен в конце 1980-х — начале 1990-х годов, было женское собрание (иногда называемое Комитетом женщин) и латиноамериканское собрание.
Наряду с комитетами и собраниями ACT UP в Нью-Йорке в значительной степени полагался на «группы по интересам». Эти группы часто не имели формальной структуры, но были сосредоточены на конкретных вопросах защиты и личных связях, часто в рамках более крупных комитетов. Группы по интересам поддерживали общую солидарность в более крупных и сложных политических действиях посредством взаимной поддержки, оказываемой членам группы. Группы по интересам, часто организованные для выполнения небольших действий в рамках более масштабных политических акций, таких как «День отчаяния», когда группа обмена игл подарила чиновникам Департамента здравоохранения Нью-Йорка тысячи использованных шприцев, которые они собрали в ходе обмена (содержались в бутылках для кулеров).

### Gran Fury
Gran Fury функционировал как анонимный арт-коллектив, который создавал все художественные медиа для ACT UP. Группа оставалась анонимной, потому что позволяла коллективу функционировать как единое целое без выделения какого-либо одного голоса. Миссия группы заключалась в том, чтобы положить конец кризису СПИДа, сделав ссылку на проблемы, беспокоящие общество в целом, особенно на гомофобию и отсутствие государственных инвестиций в эпидемию СПИДа, путём распространения произведений искусства в общественную сферу, чтобы охватить максимальную аудиторию. Группа часто сталкивалась с цензурой в своих действиях, включая отказ размещения на публичных рекламных щитах и угрозы цензурирования на художественных выставках. Столкнувшись с этим, Gran Fury часто незаконно вывешивали свои работы на стенах улиц.

### DIVA-TV
DIVA-TV, аббревиатура от «Damned Interfering Video Activist Television», была группой по интересам в ACT UP, которая снимала на видео и документировала активизм в отношении СПИДа. Его членами-основателями являются Кэтрин Гунд, Рэй Наварро, Эллен Спиро, Грегг Бордовиц, Роберт Бек, Коста Папас, Жан Карломусто, Роб Курилла, Джордж Плагианос. Одна из их ранних работ — «Like a Prayer» (1991), документирующая протесты ACT UP 1989 года в соборе Святого Патрика против позиции нью-йоркского кардинала О’Коннора по вопросу СПИДа и контрацепции. На видео Рэй Наварро, активист ACT UP/DIVA TV, выступает в роли рассказчика, одетого как Иисус. Документальный фильм направлен на то, чтобы показать предвзятость СМИ, поскольку он сопоставляет оригинальные кадры протеста с изображениями, показанными в вечерних новостях.
Несмотря на то, что после 1990 года DIVA-TV не был «коллективным», он продолжал документировать (более 700 часов работы камер) прямые действия ACT UP, активистов и реакцию сообщества на ВИЧ и СПИД, создавая более 160 видеопрограмм для общедоступных телеканалов — таких, как еженедельная серия «Общественное телевидение о СПИДе» с 1991 по 1996 год и с 1994 по 1996 год сериал с еженедельным звонком в открытый доступ «ACT UP Live»; кинопоказы; и продолжение онлайн документации и потоковых интернет-трансляций. Видеоактивизм DIVA-TV в конечном итоге сменил СМИ в 1997 году с созданием и продолжением развития веб-сайта ACT UP (Нью-Йорк). Самая последняя видеопрограмма DIVA-TV, посвящённая истории и активности ACT UP (Нью-Йорк), — это полнометражный документальный фильм «Fight Back, Fight AIDS: 15 Years of ACT UP» (2002), показанный в Берлинском кинофестивале и получил распространение по всему миру. Телепрограммы DIVA-TV и видеозаписи, снятые на камеру, в настоящее время ремастерируются, архивируются, сохраняются и общедоступны в коллекции «Проект сохранения видео активистов проблемы СПИД» в Нью-Йоркской публичной библиотеке.

### Институциональная независимость
У ACT UP были ранние дебаты о том, регистрировать ли организацию как некоммерческую согласно статье 501(c)(3) Кодекса США, чтобы иметь возможность применять налоговые льготы для вкладчиков. В конце концов они отказались от этого, потому что, как сказала Мария Мадженти, «они не хотели иметь ничего общего с правительством». Такой бескомпромиссный дух характеризовал группу на ранних этапах; в конечном итоге это привело к расколу в группе между теми, кто хотел оставаться полностью независимым, и теми, кто видел возможности для компромисса и прогресса, «проникая внутрь [институтов и систем, против которых они боролись]».

## Последние годы
ACT UP, будучи чрезвычайно продуктивным и определённо эффективным на пике своего развития, страдал от чрезмерного внутреннего давления на руководство группы и кризиса СПИДа. После акции в NIH эта напряжённость привела к фактическому разделению Комитета действий и Комитета по лечению и данным, которые преобразовались в Группу действий по лечению (TAG). Некоторые участники описывают это как «разрушение двойственной природы ACT UP».
В 2000 году ACT UP/Chicago был включён в Зал славы геев и лесбиянок Чикаго.
Филиалы ACT UP продолжают собирать митинги и протестовать, хотя и с меньшим количеством участников. ACT UP/NY и ACT UP/Philadelphia особенно активны, а остальные отделения действуют в других местах.
«Housing Works», крупнейшая в Нью-Йорке организация по оказанию помощи в связи со СПИДом, и «Health GAP», которая борется за распространение лечения людей со СПИДом во всем мире, являются прямыми продуктами ACT UP.

## Фракционализм в Сан-Франциско
В 2000 году «ACT UP/Golden Gate» изменила своё название на «Survive AIDS», чтобы избежать путаницы с ACT UP/Сан-Франциско (ACT UP/SF). Ранее они разделились в 1990 году, но продолжали разделять одну и ту же основную философию. В 1994 году ACT UP/SF начала отвергать научный консенсус относительно причины СПИДа и связи с ВИЧ, и две группы стали открыто враждебно относиться друг к другу, при этом основные организации геев и СПИДа также осудили ACT UP/SF. Группа также связывалась с организацией Люди за этичное обращение с животными против исследований на животных методов лечения СПИДа. Судебные запреты были вынесены после того, как организация напала на благотворительные организации по борьбе со СПИДом, которые помогают ВИЧ-инфицированным, а активисты были признаны виновными в совершении мелких правонарушений, предъявленных после телефонных звонков с угрозами журналистам и представителям органов здравоохранения.

### Личности
- Кит Харинг: нью-йоркский художник, чьи работы «Молчание = смерть» позже стали символикой, используемой ACT UP примерно в 1987 году.
- Ларри Крамер: драматург, член-основатель организации Кризис здоровья у гомосексуалов, один из первых участников ACT UP New York
- Мария Мадженти: член ACT UP New York, режиссёр (в том числе и «Двух влюблённых девушек») и документалист, участница проекта «ACT UP Oral History Project»[11]
- Питер Тэтчелл: основатель ACT UP в Лондоне

### Медиа
- «Small Town Rage: Fighting Back in the Deep South»: документальный фильм, 2017
- «120 ударов в минуту»: художественный фильм про ACT UP Париж, 2017
- «Проект СПИД-активиста» Архивная копия от 26 сентября 2020 на Wayback Machine: книга жанра документалистика, 2018